# ويليام ر. وود
ويليام ر. وود (بالإنجليزية: William R. Wood)‏ هو محامي وسياسي أمريكي، ولد في 5 يناير 1861، وتوفي في 7 مارس 1933 في نيويورك في الولايات المتحدة. حزبياً، نشط في الحزب الجمهوري. وقد انتخب عضو مجلس ولاية إنديانا وانتخب عضو مجلس النواب الأمريكي.